# Nicolas Baldo
Nicolas Baldo (Issoire, 10 juni 1984) is een Frans voormalig wielrenner. Hij rondde in 2019 zijn carrière af bij St Michel-Auber 93. Door zijn twee overwinningen in Parijs-Mantes-en-Yvelines is hij samen met Pierre Drancourt recordhouder.

## Overwinningen
2009
4e etappe Giro della Regione Friuli Venezia Giulia
2012
6e etappe An Post Rás
Eindklassement An Post Rás
2013
Parijs-Mantes-en-Yvelines
1e etappe Ronde van Rhône-Alpes Isère
2014
Bergklassement Ronde van Tsjechië
2015
Parijs-Mantes-en-Yvelines

## Resultaten in voornaamste wedstrijden
|      | \| Jaar \| Parijs-Tours \| \| ---- \| ------------ \| \| 2017 \| 161e \| \| 2018 \| \| \| 2019 \| opgave \| |
| Jaar | Parijs-Tours                                                                                                |
| 2017 | 161e |
| 2018 | |
| 2019 | opgave |

## Ploegen
- 2009 –  Continental Team Differdange
- 2010 –  Atlas Personal-BMC
- 2011 –  Atlas Personal
- 2012 –  Atlas Personal-Jakroo
- 2013 –  Atlas Personal-Jakroo
- 2014 –  Team Vorarlberg
- 2015 –  Team Vorarlberg
- 2016 –  Team Roth
- 2017 –  HP BTP-Auber 93
- 2018 –  St Michel-Auber 93
- 2019 –  St Michel-Auber 93

Baillifard · Baldo · Belda · Brüngger · Bussard · Cecchin · D'Urbano · Gaday · Janorschke · Jaun · Kohler · Krizek · Marguet · Page · Pasche · Pasqualon · Pires · Stüssi · Thalmann · Toffali · Tomio · Vaccher · Zampilli · Zordan
Baldo · Feillu · Jakin · Le Cunff · Levarlet · Maldonado · Maurelet · Paillot · Thominet · Touzé